# Fundação Wall Ferraz
A Fundação Wall Ferraz é uma fundação de assistência social da prefeitura de Teresina. Está situada na Praça da Bandeira, área central da cidade de Teresina.

## Edifício
O prédio sediava a Antiga Intendência do Município, também chamado de Paço Municipal, repartição onde o intendente exercia suas funções, função atualmente dada ao prefeito, chefe do Poder Executivo Municipal.
Foi construído no final do século XX, em volta do importante sítio urbano da cidade, o belo Largo do Amparo, núcleo irradiador de edificações no desenvolvimento social e econômico de Teresina
Inicialmente uma construção em estilo neocolonial, passou a ter definição eclética, pois teve suas fachadas marcadas com elementos neoclássicos, mantendo, no entanto, a estrutura funcional e original à semelhança dos sobrados e casas de porão alto da arquitetura brasileira.
No dia 30 de Dezembro de 1917, nesse edifício foi fundada a Academia Piauiense de Letras. No ano de 1943, o então prefeito Lindolfo Monteiro determinou que fossem realizadas ampliações e reformas em suas dependências, sendo cedido ao serviço de alistamento militar. Um nova reforma foi realizada em 1978, passando a abrigar a Secretaria Municipal de Saúde, Secretaria Municipal de Abastecimento, Departamento Municipal de Estradas e Rodagens (DMER). 
Atualmente nele funcionam, a Secretaria Municipal de Trabalho e Assistência Social (SEMTAS) e a Fundação Wall Ferraz, que recebe este nome em homenagem ao ex-prefeito Raimundo Wall Ferraz.